# Susan Holloway
Susan Holloway, född den 19 maj 1955 i Halifax, Kanada, är en kanadensisk kanotist och skidåkare.
Hon har medverkat i både sommar- och vinter-OS.
Hon tog OS-silver i K-2 500 meter och OS-brons i K-4 500 meter i samband med de olympiska kanottävlingarna 1984 i Los Angeles.